# Campeonato Mundial de Ciclismo en Ruta de 1998
El LXV Campeonato Mundial de Ciclismo en Ruta se realizó en Valkenburg (Países Bajos) entre el 6 y el 11 de octubre de 1998, bajo la organización de la Unión Ciclista Internacional (UCI) y la Real Unión Neerlandesa de Ciclismo.
El campeonato constó de carreras en las especialidades de contrarreloj y de ruta, en las divisiones élite masculino, élite femenino y masculino sub-23; en total se otorgaron seis títulos de campeón mundial. 

## Resultados

### Masculino
- Contrarreloj

| Puesto | Ciclista      | País    | Tiempo  |
| ------ | ------------- | ------- | ------- |
| Oro    | Abraham Olano | España  | 54:32,1 |
| Plata  | Melchor Mauri | España  | 55:09,6 |
| Bronce | Sergi Gonchar | Ucrania | 55:19,8 |

- Ruta

| Puesto | Ciclista          | País    | Tiempo  |
| ------ | ----------------- | ------- | ------- |
| Oro    | Oscar Camenzind   | Suiza   | 6:01:30 |
| Plata  | Peter van Petegem | Bélgica | 6:01:53 |
| Bronce | Michele Bartoli   | Italia  | 6:01:54 |

### Femenino
- Contrarreloj

| Puesto | Ciclista                      | País         | Tiempo   |
| ------ | ----------------------------- | ------------ | -------- |
| Oro    | Leontien Zijlaard-van Moorsel | Países Bajos | 31:51,14 |
| Plata  | Zulfiya Zabirova              | Rusia        | 31:51,52 |
| Bronce | Hanka Kupfernagel             | Alemania     | 31:53,30 |

- Ruta

| Puesto | Ciclista                      | País         | Tiempo  |
| ------ | ----------------------------- | ------------ | ------- |
| Oro    | Diana Žiliūtė                 | Lituania     | 2:35:35 |
| Plata  | Leontien Zijlaard-van Moorsel | Países Bajos | 2:35:35 |
| Bronce | Hanka Kupfernagel             | Alemania     | 2:35:35 |

### Sub-23
- Contrarreloj

| Puesto | Ciclista          | País    | Tiempo   |
| ------ | ----------------- | ------- | -------- |
| Oro    | Thor Hushovd      | Noruega | 43:19,84 |
| Plata  | Frédéric Finot    | Francia | 43:23,35 |
| Bronce | Gianmario Ortenzi | Italia  | 43:30,48 |

- Ruta

| Puesto | Ciclista          | País   | Tiempo  |
| ------ | ----------------- | ------ | ------- |
| Oro    | Ivan Basso        | Italia | 4:00:30 |
| Plata  | Rinaldo Nocentini | Italia | 4:00:46 |
| Bronce | Danilo di Luca    | Italia | 4:00:46 |

## Medallero
| Núm. | País         | Oro | Plata | Bronce | Total |
| ---- | ------------ | --- | ----- | ------ | ----- |
| 1    | Italia       | 1   | 1     | 3      | 5     |
| 2    | España       | 1   | 1     | 0      | 2     |
|      | Países Bajos | 1   | 1     | 0      | 2     |
| 4    | Lituania     | 1   | 0     | 0      | 1     |
|      | Noruega      | 1   | 0     | 0      | 1     |
|      | Suiza        | 1   | 0     | 0      | 1     |
| 7    | Bélgica      | 0   | 1     | 0      | 1     |
|      | Francia      | 0   | 1     | 0      | 1     |
|      | Rusia        | 0   | 1     | 0      | 1     |
| 10   | Alemania     | 0   | 0     | 2      | 2     |
| 11   | Ucrania      | 0   | 0     | 1      | 1     |
|      | TOTAL        | 6   | 6     | 6      | 18    |